# Moutarde violette de Brive
La moutarde violette de Brive est un condiment fabriqué à Brive, en Corrèze, initialement par la maison Denoix, comprenant du moût de raisin. D'autres entreprises régionales fabriquent toutefois à leur tour des moutardes employant ce même ingrédient spécifique.

## Étymologie
Cette moutarde tire son nom de sa couleur, due à la présence de marc de raisin dans sa composition. Elle est souvent servie avec le boudin noir ou le boudin aux châtaignes.

## Origine
L'histoire raconte que le pape Clément VI, originaire de Rosiers-d'Égletons, en Corrèze, fit venir en Avignon de la moutarde violette par un moutardier corrézien.